# Oppolzer (Mondkrater)
Oppolzer ist der Rest eines Mondkraters am südlichen Rand von Sinus Medii, am Nullmeridian des Mondes. Der Einschlagkrater wurde 1935 von der IAU nach dem österreichischen Astronomen Theodor von Oppolzer benannt.
Der Krater hat einen mittleren Durchmesser von 40 km. Seine Position im Zentralbereich der erdzugewandten Mondseite hat die selenografischen Koordinaten 1° 30' S / 0° 30' W. An seinem südöstlichen Kraterrand befindet sich der Krater Réaumur und im Westsüdwesten die nach Camille Flammarion benannte, lavaüberflutete Wallebene Flammarion.
Die 110 km lange Mondrille Rima Oppolzer durchschneidet den Südteil des Kraterbodens.
| Buchstabe | Position         | Durchmesser | Link |
| --------- | ---------------- | ----------- | ---- |
| A         | 0,49° S, 0,37° W | 3 km        |      |
| K         | 1,73° S, 0,4° W  | 3 km        |      |